# ۱۱۰۱ (قمری)
۱۱۰۱ (قمری)، هزار و صد و یکمین سال در گاهشماری هجری قمری است. اول محرم این سال برابر با پانزدهم اکتبر سال ۱۶۸۹ میلادی است.